# Autocrino
Si definisce autocrino il sistema di segnalazione cellulare in cui una sostanza (l'agente autocrino) prodotta da una cellula va a modificare il comportamento della cellula stessa. Si differenzia quindi sia dalla segnalazione paracrina sia da quella dovuta al sistema endocrino.

## Esempi
Un esempio di agente autocrino è la citochina interleuchina-1 nei monociti. Quando viene prodotta in risposta ad uno stimolo esterno, si può legare ai recettori sulla superficie cellulare della stessa cellula che li ha prodotti.
Un altro esempio di segnalazione autocrina avviene nei linfociti T attivati; ad esempio quando una cellula T è indotta a maturazione mediante il legame con un complesso peptide:MHC (un peptide prodotto dalla regione MHC) su una particolare cellula presentante l'antigene e con i segnali co-stimolatori B7:CD28. In seguito all'attivazione, i recettori a "bassa affinità" dell'IL-2 (interleuchina-2) sono rimpiazzati con recettori ad "alta affinità" dell'IL-2 che consistono di catene α, β, e γ. La cellula rilascia quindi IL-2 che si lega ai propri recettori IL-2 nuovi, causando auto-stimolazione ed in definitiva stimolando una popolazione monoclonale di cellule T. Queste possono proseguire eseguendo funzioni effettrici come attivazione dei macrofagi o dei linfociti B piuttosto che formare linfociti citotossici.